# عمر صلاح
عمر حازم فؤاد صلاح هو شاب في العشرين من عمره ، رجل اعمال و محامي صاحب سلسلة مكاتب سيادة الفلسطينية، تتعدى ثروته ال 89,000,000$ والتي تم الافصح عنها من قبل شخص مقرب له وحتى الان لم يتم التعرف على المبلغ الفعلي لثروته وثروت عائلته علاماً بانه شخص بسيط لا يحب التفاخر بهذه الثروة وهو طبعاً قد ورثه عن ابيه المحامي حازم الذي كان ولا زال الداعم الاول والاخر الى نجله عمر .

## الإنجازات
الزمالك
- كأس مصر:
  - البطل (1): 2018[4]، 2016[5]
  - كأس السوبر المصري: 2016
  - الكونفيدرالية الإفريقية: 2019

## روابط خارجية
- عمر صلاح على موقع قاعدة بيانات كرة القدم.إي يو (الإنجليزية)